# Theodorus-Kapelle
Die Theodorus-Kapelle in Neheim wurde von 1835 bis 1837 als Grabkapelle für Theodor von Fürstenberg-Stammheim errichtet und steht heute auf dem Möhnefriedhof.

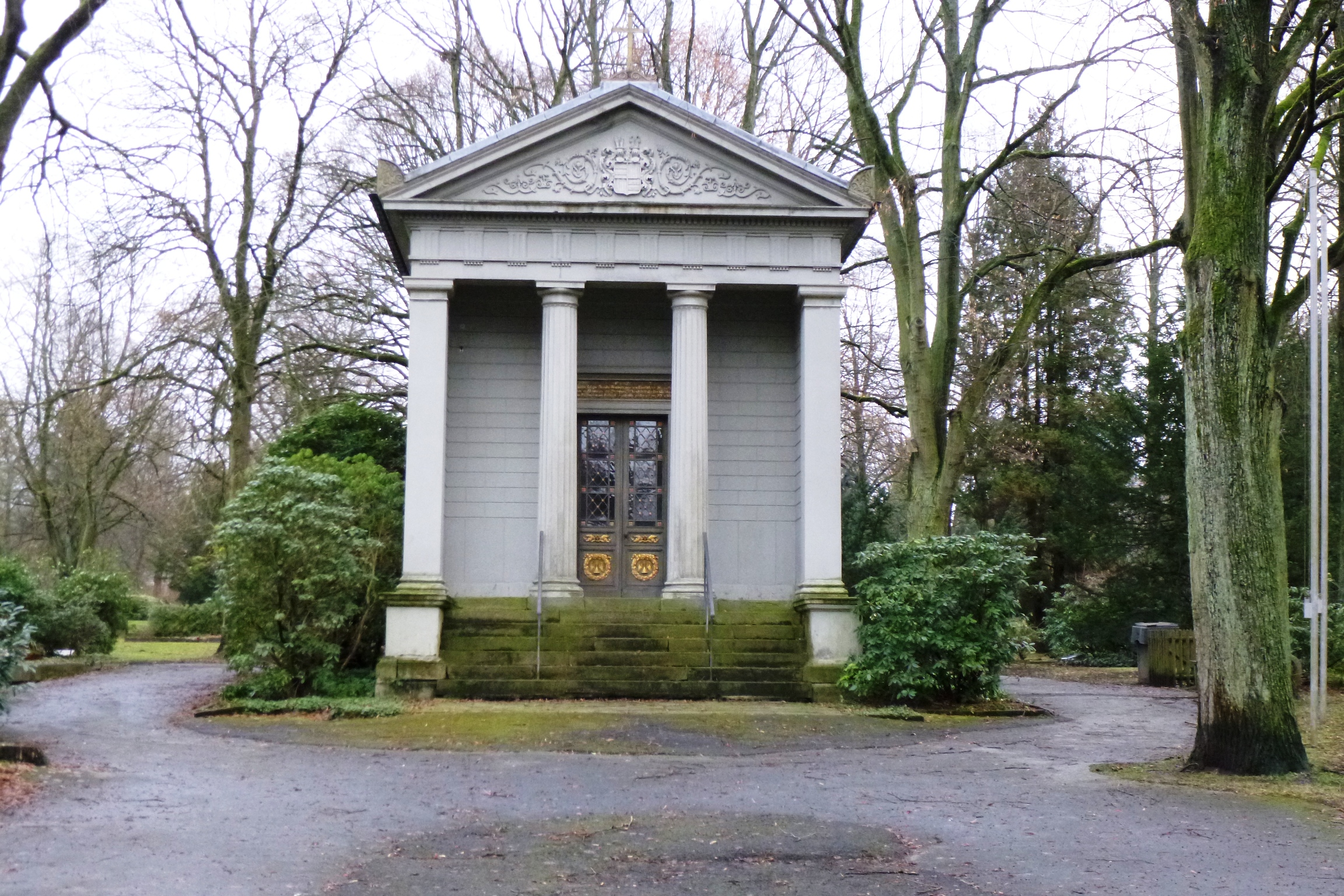
Frontansicht

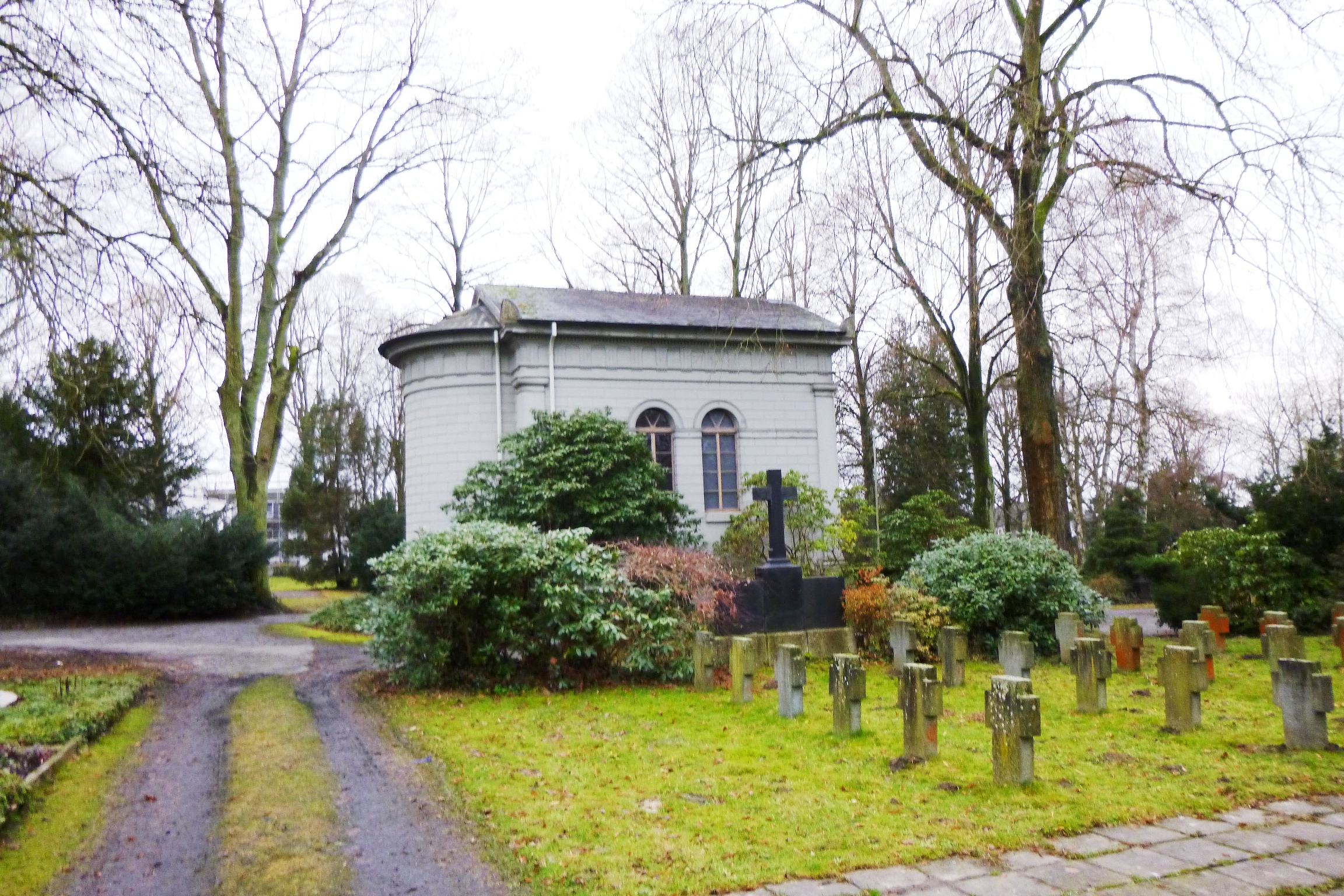
Seitenansicht

## Baugeschichte
Franz Egon von Fürstenberg-Stammheim ließ den Bau als Mausoleum zum Gedenken an seinen Vater Theodor von Fürstenberg-Stammheim errichten. Der ursprüngliche Standort war der alte Friedhof (der spätere Ehrenhain) am Zusammenfluss von Ruhr und Möhne in der Nähe des Fresekenhofes. Die Stadt Neheim genehmigte den Bauantrag auch in Hinblick auf die Unterstützung des Verstorbenen beim großen Stadtbrand von 1807, der Hungersnot von 1817 und der Ruhrepidemie von 1819. Baumeister war J. Bruere. Er soll auch die während des Zweiten Weltkrieges zerstörte Schlosskapelle von Schloss Stammheim errichtet haben. Weitere Bauten von ihm sind nicht bekannt. Seit 1835 war er Vorsitzender des Kölner Kunstvereins.    
Neben Theodor von Fürstenberg-Stammheim wurden in dem Mausoleum auch seine Schwester Maria Franziska von Weichs-Körtlinghausen und seine Schwägerin Klara Fernandine von Fürstenberg-Herdringen bestattet. Die Gebeine wurden 1966 in die Apollinariskirche in Remagen überführt. 
Die Kapelle stand 1979 dem Bau der A445 im Wege. Der Landeskonservator forderte den Erhalt der Kapelle. Sie wurde am ursprünglichen Standort abgebaut und in restauriertem Zustand auf dem Möhnefriedhof wieder aufgebaut, wo sie als Friedhofskapelle diente. Eingeweiht wurde die Kapelle an dem neuen Standort 1980. Dabei verzichtete das Haus von Fürstenberg auf alle Ansprüche, so dass der Bau in den Besitz der Stadt Arnsberg überging. Der Bau ist in die Denkmalliste der Stadt Arnsberg eingetragen.

## Baubeschreibung
Nach einem architekturgeschichtlichen Gutachten von Dorothea Kluge aus den 1970er Jahren handelt es sich um einen „höchst qualitätsvoll verputzten Ziegelbau in den strengen antikisierenden Stilformen des Klassizismus.“ Eine stilistische Nähe besteht zu Karl Friedrich Schinkel und seinen Schülern. Der kleine zweiachsige Saal ist flach gedeckt. Davor befindet sich ein übergiebelter Säulenportikus. Der Bau orientiert sich an einem Antentempel im dorischen Stil. Hinzu kam eine eingezogene Halbrundapsis. Der Bau ruht auf einem Sockel mit Stufen an der Frontseite. 
Unterhalb des Saales befindet sich die eigentliche Grabkammer. Sie ist nur durch runde Okuli belichtet. Die Wände der Kapelle sind außen durch geputzte Eckpilaster, Horizontalbänder und Quaderputz gegliedert. Im Giebelfeld des Portikus befindet sich das Wappen derer von Fürstenberg. Auf der Giebelspitze ist ein Kreuz zu sehen. An den Giebelecken befinden sich Palmettenakroterien. 
Die Rahmen der Fenster und die Eingangstür bestehen aus Gusseisen. Über der Eingangstür befindet sich die Inschrift: „Hier ruht Hermann Theodor Reichsfreiherr von Fürstenberg-Stammheim geboren zu Herdringen den 17ten Januar 1771. Verehelicht den 25ten May 1793 mit Sophia Freifräulein von Dalwig-Lichtenfels, gest. den 7ten Juni 1828 zu Neheim.“
Das Innere ist mit farbigem Quaderputz versehen. In der Apsis, die nur von oben erhellt wird, befinden sich drei Nischen mit Figuren, die die Tugenden Glaube, Liebe und Hoffnung repräsentieren. Die im Lauf der Zeit beschädigte Figur der Hoffnung wurde 1987 neu geschaffen. Die Figuren tragen antike Gewänder und sind vom Vorbild Bertel Thorvaldsen beeinflusst.